# Elefante de Luis XIV

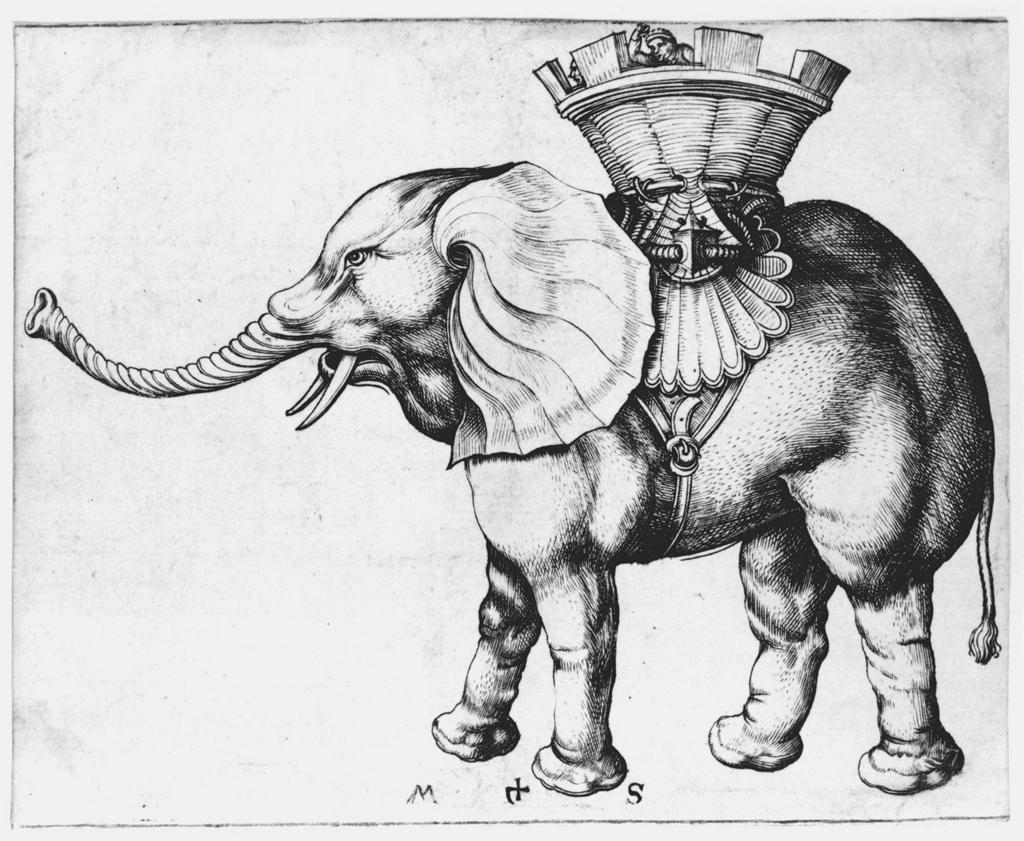
Martin Schongauer: Elefante. Grabado sobre cobre, 10,7×14,6 cm, hacia 1485.

El elefante de Luis XIV (aprox. 1664-Versalles, 1681) fue un regalo del rey de Portugal a Luis XIV, rey de Francia, y es considerado el único elefante africano de probada existencia en Europa entre 1483 y 1862.

## Vida
El elefante vino del Congo y llegó en 1668 como un regalo diplomático de Portugal a Versalles, donde Luis en su pabellón de caza ya residía regularmente desde 1661, y trasladado en 1669 a la Ménagerie real de Versalles. Después de trece años en la corte francesa, el animal murió en 1681. Se informa que fue alimentado diariamente con "80 libras de pan, 12 litros de vino, una gran porción de sopa de verduras con pan y arroz, y pasto a voluntad"; en el último año de su vida sufrió una atrofia muscular y, si se caía, había que ponerle de pie nuevamente con una grúa.

## Significado
Los elefantes enviados a Europa, especialmente por los gobernantes portugueses, como obsequios diplomáticos desde el siglo XV provenían de Asia; los elefantes africanos vivos fueron una gran rareza en Europa hasta finales del siglo XIX, con solo cuatro descritos, esencialmente por imágenes. Un animal, el de Luis IX fue enviado desde Francia a Inglaterra en 1255, la imagen muestra el origen africano, reconocible por las grandes orejas. Gracias a Martin Schongauer (1450-1491) existe un grabado en cobre, que también muestra otro animal africano; sin embargo, las fuentes sobre un espécimen vivo en el siglo XV son contradictorias, algunas se consideran meras leyendas. Después del elefante de Luis XIV, no llegó otro elefante de África a Europa hasta 1862, cuando llegó a París Jumbo, que sería una celebridad pública a finales de siglo.

## Recepción
Después de la muerte del animal en 1681, fue examinado y disecado por el arquitecto y naturalista Claude Perrault; sin embargo, los resultados no se publicaron hasta 1734.
El esqueleto se exhibe en el Museo Nacional de Historia Natural en la Galería de Anatomía Comparada.